# Église Saint-Germain de Chavagnes
L'église Saint-Germain est une église située à Chavagnes, en France.

## Localisation
L'église est située dans le département français de Maine-et-Loire, sur la commune de Chavagnes.

## Historique
L'édifice est inscrit au titre des monuments historiques en 2006.